# Frascuelo
Salvador Sánchez Povedano dit Frascuelo, né le 23 décembre 1842 à Churriana de la Vega (Espagne, province de Grenade), mort à Madrid (Espagne) le 8 mars 1898 d'une pneumonie, est un matador espagnol.

## Présentation
Il débute comme banderillero avant de recevoir l'alternative des mains de Cúchares le 27 octobre 1867 à Madrid, devant le taureau Señorito de la ganadería Banuelos. Torero athlétique et puissant, il fut le rival de Lagartijo pendant près de vingt deux ans.

« Surnommé le « matador de bronze », son toreo était le prototype de l’« ancien style ». Frascuelo était rude et fier, plus belluaire qu'artiste. »

— Auguste Lafront
Il  a entraîné dans son sillage les toreros dominateurs comme Vicente Pastor pour qui il était un modèle.

## Le style
Frascuelo excellait dans les quites. Il était aussi un bon banderillero, un muletero efficace et courageux, souvent blessé. Le 15 avril 1877, il reçut un coup de corne dans l'œil droit. On retient de lui son talent à l'estocade dans deux faenas d'anthologies : le 4 juin 1882 et le 6 octobre 1889 lors de son dernier mano a mano avec Lagartijo. 
Son dernier combat a lieu le 12 mai 1890 devant des taureaux de Veragua. Ce jour-là, pour lui rendre hommage, Guerrita participait au cartel comme banderillero.
Il a combattu trois fois dans la grande arène de Paris, rue Pergolèse (dans le 16e arrondissement), devant des taureaux emboulés. Mais il a très vite renoncé à ce genre de corrida qu'il jugeait indigne de lui.